# Frank den Hollander

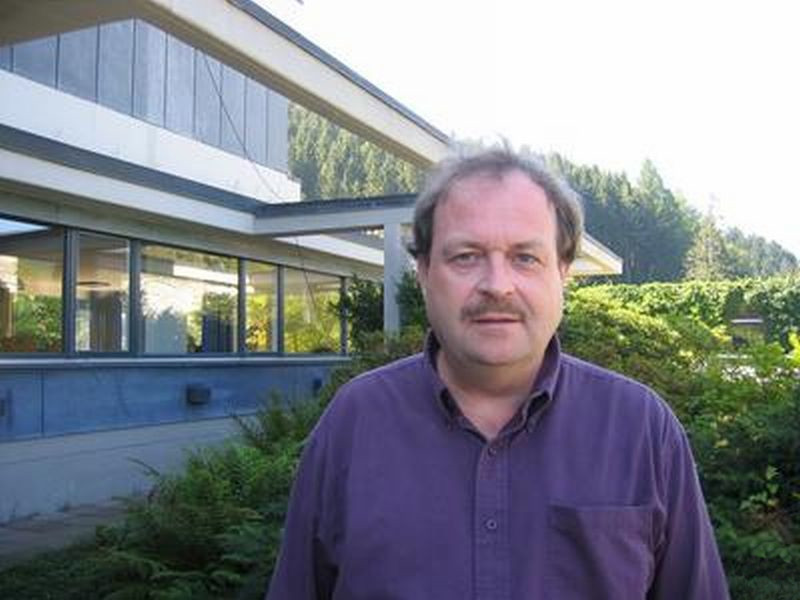
Frank den Hollander 2006

Frank den Hollander (* 1. Dezember 1956) ist ein niederländischer Mathematiker.
Frank den Hollander studierte ab 1975 theoretische Physik an der Universität Leiden mit dem Diplom 1980 und wurde dort 1985 bei Pieter Kasteleyn  promoviert (Random walks on random lattices). Als Post-Doktorand war er bei Michael Keane an der TU Delft, ab 1989 als Stipendiat der Niederländischen Akademie der Wissenschaften. 1991 wurde er Assistenzprofessor an der Universität Utrecht und 1994 Professor für Wahrscheinlichkeit und Statistik an der Radboud-Universität Nijmegen. Ab 2000 war er Professor an der TU Eindhoven und wissenschaftlicher Direktor von EURANDOM (deren Zentrum für Stochastik) und 2005 Professor in Leiden.
Er befasst sich mit Wahrscheinlichkeitstheorie (zum Beispiel Theorie großer Abweichungen, potentialtheoretische Methoden, Systeme wechselwirkender Teilchen), statistischer Physik (unter anderem Phasenübergänge mit Hilfe von Variationsmethoden), Ergodentheorie, Populationsgenetik und komplexen Netzwerken.
1998 war er Gastprofessor am Fields Institute in Toronto. 2005 wurde er Mitglied der Königlich Niederländischen Akademie der Wissenschaften. 2004 war er eingeladener Sprecher beim Europäischen Mathematikerkongress in Stockholm und 2016 hielt er die Medaillon Lecture beim World Congress of Probability and Statistics in Toronto. 2003 hielt er die Lévy Lecture der Bernoulli Society in Rio de Janeiro. Er ist Fellow der American Mathematical Society und des Institute of Mathematical Statistics. 2016 wurde er Ritter vom Orden des niederländischen Löwen.

## Schriften
- Large Deviations, Fields Institute Monographs 14, AMS 2000, Nachdruck 2008
- Random Polymers, Lecture Notes in Mathematics 1974, Springer 2009
- mit Anton Bovier: Metastability, Grundlehren der mathematischen Wissenschaften 351, Springer 2015